# 何宝松
何宝松（1911年—），字励操，男，广东兴宁人，中国军事人物、政治人物，曾任广东省政协副主席，第六届全国政协委员。